# Liebesschule
Liebesschule ist der Titel einer Filmkomödie des Regisseurs Karl Georg Külb, von welchem auch das Drehbuch stammt, aus dem Jahr 1940. In der Hauptrolle verkörpert Luise Ullrich die Sekretärin Hanni Weber.

## Handlung
Hanni Weber ist eine Sekretärin, die versucht, es ihren beiden Chefs ständig recht zu machen. Vormittags arbeitet sie im Büro des erfolgreichen Schriftstellers Wölfing, nachmittags bei dem Tenor Villanova. Durch die zeitliche Trennung hat sie ihre beiden Tätigkeiten gut im Griff.
Als Wölfing, der bereits einen Bestseller mit dem Titel Die Liebesschule geschrieben hat, eines Tages der Vorschlag unterbreitet wird, ein Buch mit dem Titel Die Eheschule zu schreiben, wird die Situation jedoch turbulent: Dazu müsste Wölfing nämlich erst einmal verheiratet sein, denn als lediger Autor einen Roman über erfolgreiche Ehen zu schreiben, wäre unseriös.
Wölfing kommt auf die Idee, dass es für ihn das Naheliegendste wäre, einfach seine Sekretärin zu heiraten. Er unterbreitet ihr auf die Schnelle einen Heiratsantrag, den Hanni jedoch ablehnt, da sie keine reine „Zweckehe“ eingehen möchte. Die Situation wird komplett verfahren, als auch noch ihr anderer Chef, Tenor Villanova, beschließt, seinen Lebensstil zu verändern: Er möchte sein Dasein als Casanova beenden und endlich heiraten. So kommt es, dass Hanni auch von ihm einen Heiratsantrag erhält. Als die beiden davon erfahren, dass sie Rivalen sind, lassen beide nichts unversucht, um als der jeweils bessere potenzielle Ehegatte in Hannis Augen zu erscheinen.

## Produktionsnotizen
Die Dreharbeiten zu Liebesschule begannen mit den Atelieraufnahmen am 30. November 1939. Der Start der Außenaufnahmen fiel auf den Neujahrstag 1940. Drehort war Zürs. Der Film kam am 3. Mai 1940 in die deutschen Kinos. Weitere Erscheinungstermine (im Ausland) waren der 15. Juni 1941 in Finnland (dort unter dem Titel Lemmenkoulu), der 10. Juli 1941 in Ungarn (dort unter dem Titel Nagy dolog a szerelem!) und der 14. Juli 1941 in Dänemark (dort unter dem Titel Kærlighedsskolen). Noch vor Kriegseintritt der USA lief Liebesschule 1941 auch in den Vereinigten Staaten an.
Die Filmbauten entwarf Willy Schiller und wurden von Franz F. Fürst ausgeführt. Die Kostüme stammten von Gertrud Steckler. Richard Busch lieferte die Texte zu Harald Böhmelts Musik. Luise Ulrich wurde nach eigenen Angaben beim Skiabfahrtslauf von der jüngeren Kollegin Monika Burg gedoubelt.
Die Produktionskosten lagen bei etwa 713.000 RM. Damit war der Film recht kostengünstig. Die Einnahmen bis Februar 1942 betrugen 1.502.000 RM. Damit kann Liebesschule als Kassenerfolg bezeichnet werden.

## Kritiken
„Oberflächliche und hoffnungslos veraltete UFA-Komödie um eine Sekretärin, deren beide Arbeitgeber, vormittags ein Schriftsteller, nachmittags ein Sänger, sich in sie verlieben.“

„Im Tiroler Wintersportmilieu gedreht, zeichnete sich diese Liebeskomödie durch die guten Darsteller […] wie auch durch hübsche Musik (Harald Böhmelt) aus.“